# Вавпча Вас-при-Добрничу
Вавпча Вас-при-Добрничу (словен. Vavpča vas pri Dobrniču) — поселення в общині Требнє, регіон Південно-Східна Словенія, Словенія.